# طلایه
طلایه (لردگان) ؛ روستایی از توابع بخش مرکزی شهرستان لردگان در استان چهارمحال و بختیاری است.این روستا به دلیل طرح جابجایی به دلیل احداث سد از امکانات دولتی محروم شده است(به غیر از مدرسه و بهداشت).